# 涅托元帥省

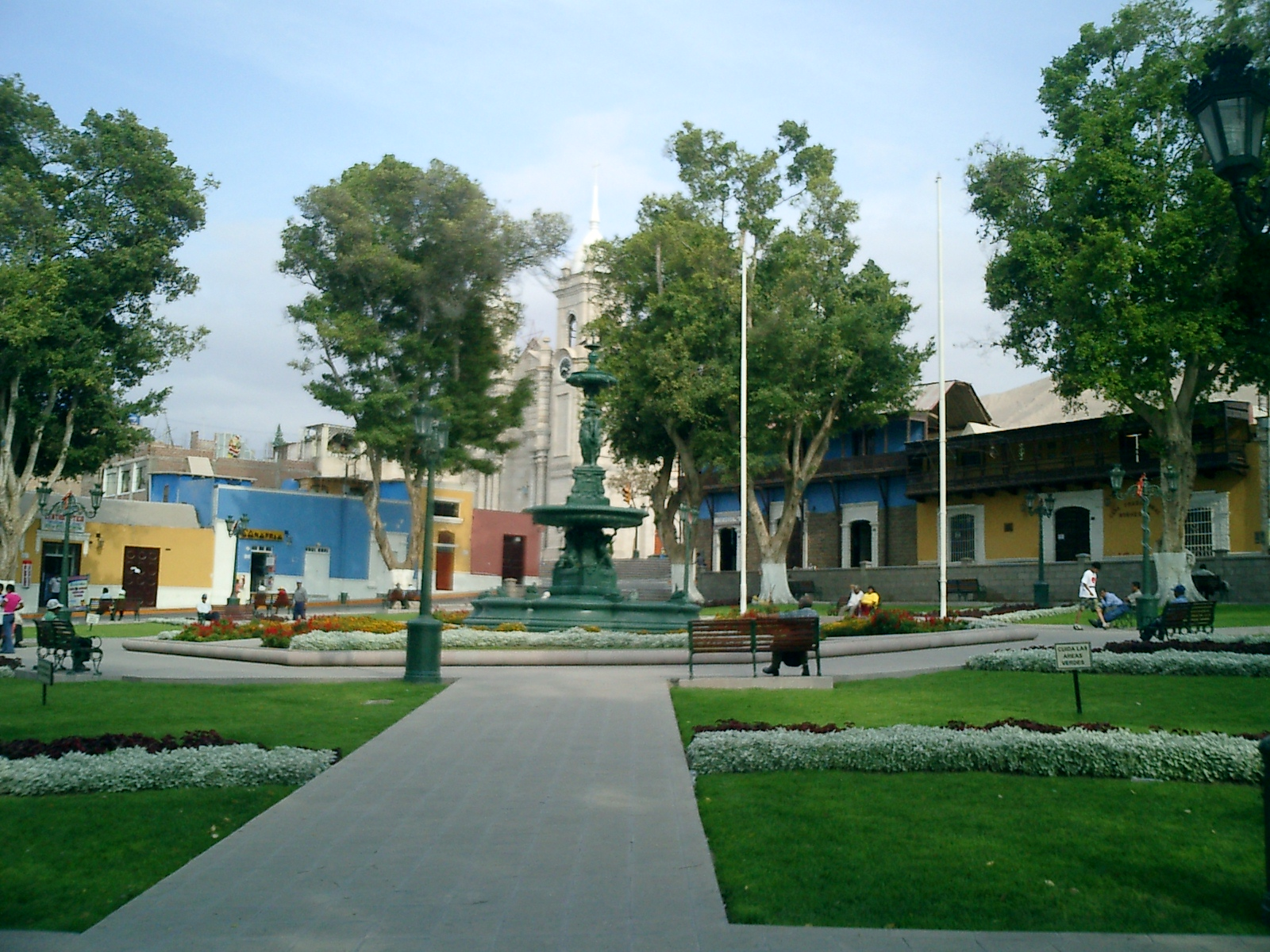

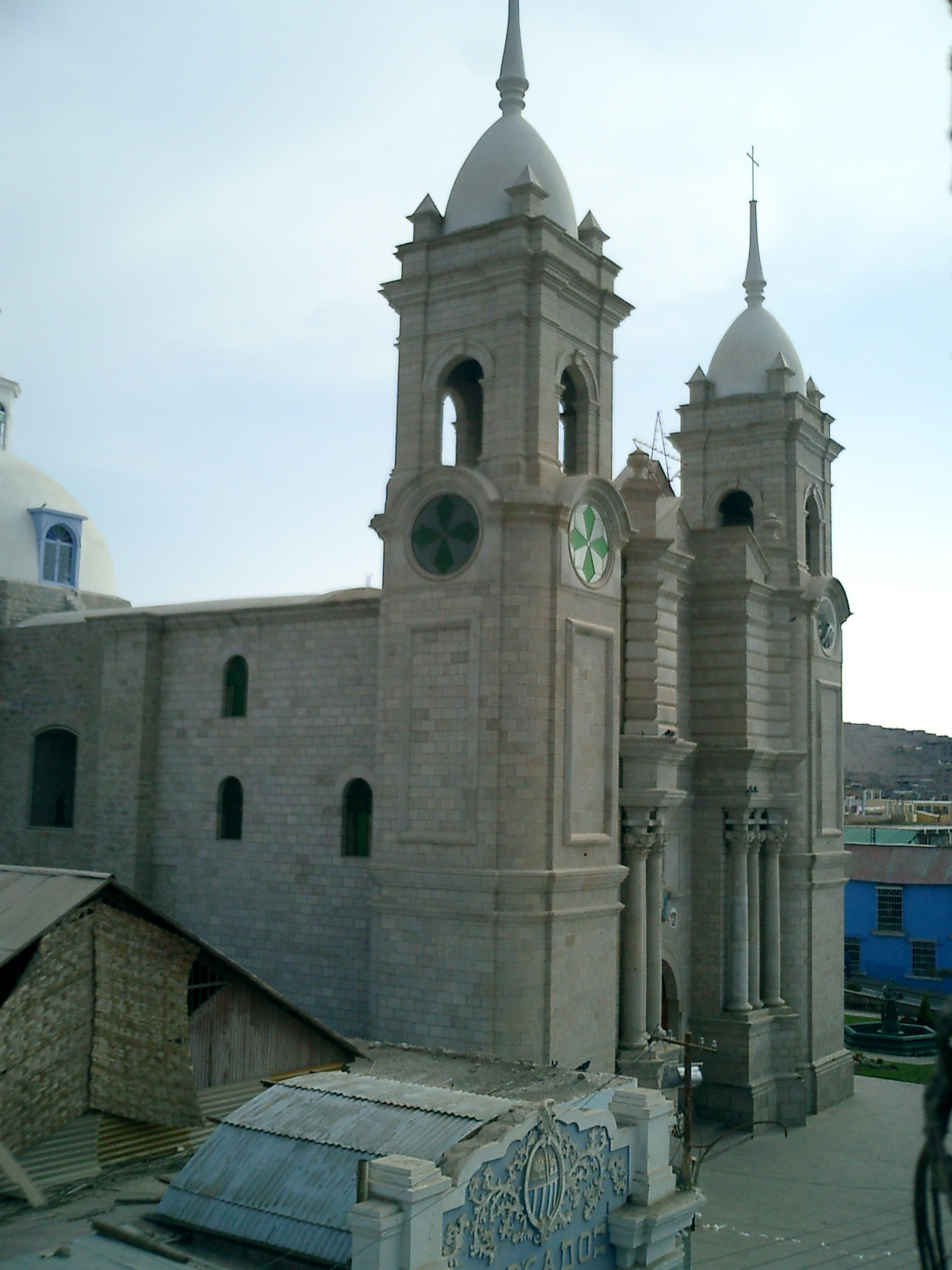

涅托元帥省（西班牙語：Provincia de Mariscal Nieto），是秘魯的省份，位於該國南部莫克瓜大區，首府是莫克瓜，海拔高度1,410米，面積8,671.58平方公里，2005年人口70,460，人口密度每平方公里8.13人。